# Russula cavipes
Russula cavipes är en svampart som beskrevs av Britzelm. 1893. Russula cavipes ingår i släktet kremlor och familjen kremlor och riskor.   Inga underarter finns listade i Catalogue of Life.

## Bildgalleri

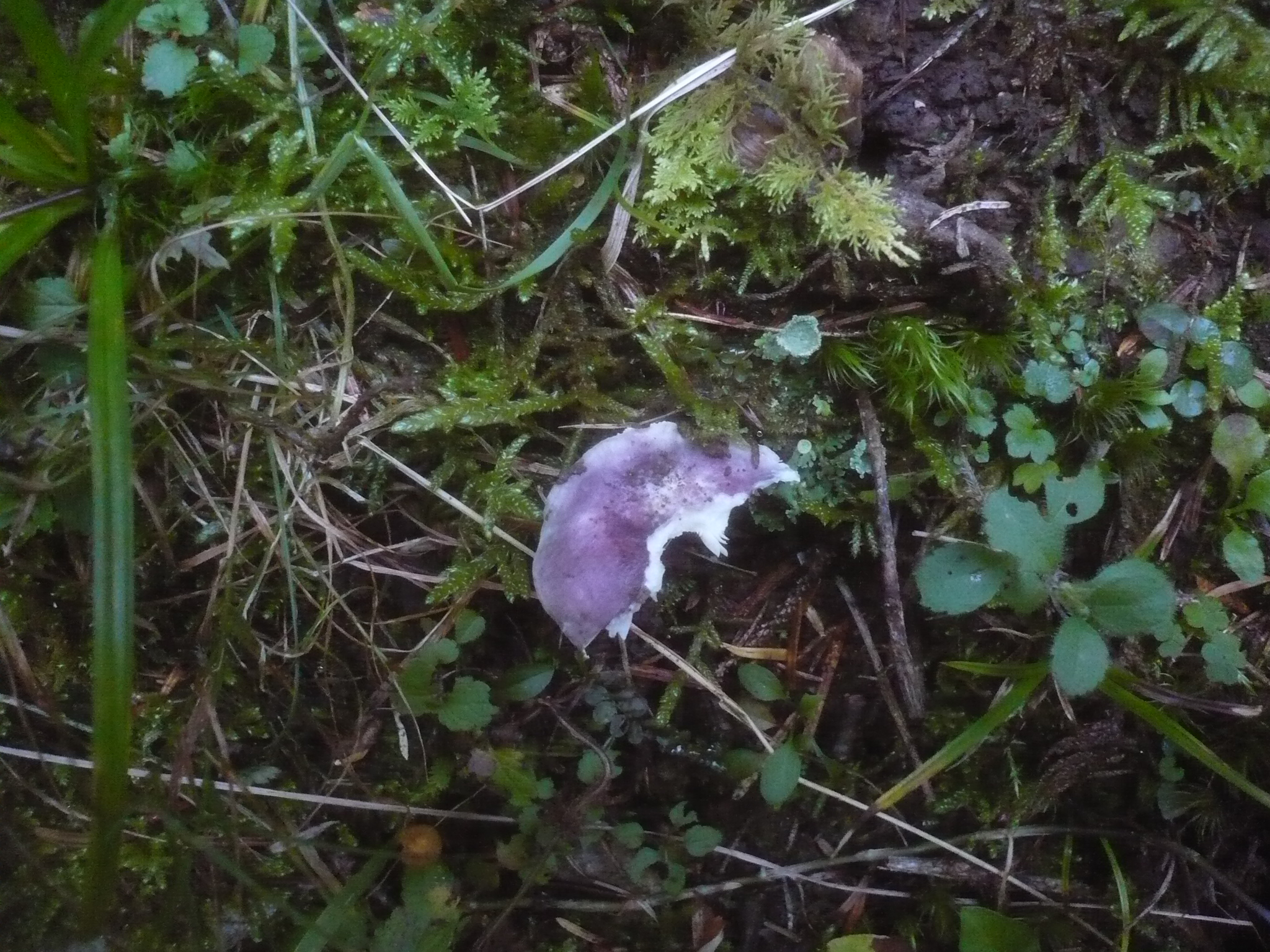